# بارلوفينتو (سانتا كروث دي تينيريفه)
بلدية بارلوفينتو (بالإسبانية: Barlovento) هي بلدية تقع في مقاطعة سانتا كروث دي تينيريفه التابعة لمنطقة جزر الكناري جنوب غرب إسبانيا.

## الديموغرافيا
بلغ عدد سكان بلدية بارلوفينتو 2.231 نسمة عام 2011 (وفقاً للمعهد الوطني للإحصاء الإسباني).
| 2.488 | 2.403 | 2.378 | 2.507 | 2.383 | 2.363 | 2.231 |